# Leioderes kollari
Leioderes kollari là một loài bọ cánh cứng trong họ Cerambycidae.